# Gran Premio di superbike di Assen 1999
Il Gran Premio di superbike di Assen 1999 è stato l'undicesima prova su tredici del campionato mondiale Superbike 1999, disputato il 5 settembre sul TT Circuit Assen, ha visto la vittoria di Carl Fogarty in gara 1, lo stesso pilota si è ripetuto anche in gara 2.
La vittoria nella gara valevole per il campionato mondiale Supersport è stata invece ottenuta da Iain MacPherson. La gara del campionato Europeo della classe Superstock viene vinta da Karl Harris.

## Risultati

### Gara 1

#### Arrivati al traguardo[4]
| Pos. | Nº  | Pilota               | Squadra              | Motocicletta | Giri | Tempo     | Griglia | Punti |
| ---- | --- | -------------------- | -------------------- | ------------ | ---- | --------- | ------- | ----- |
| 1º   | 1   | Carl Fogarty         | Ducati Performance   | Ducati       | 16   | 33:19.369 | 2º      | 25    |
| 2º   | 11  | Troy Corser          | Ducati Performance   | Ducati       | 16   | +0:04.443 | 1º      | 20    |
| 3º   | 111 | Aaron Slight         | Castrol Honda        | Honda        | 16   | +0:05.827 | 4º      | 16    |
| 4º   | 7   | Pierfrancesco Chili  | Suzuki Alstare F.S.  | Suzuki       | 16   | +0:07.466 | 5º      | 13    |
| 5º   | 5   | Colin Edwards        | Castrol Honda        | Honda        | 16   | +0:12.636 | 3º      | 11    |
| 6º   | 4   | Akira Yanagawa       | Kawasaki Racing      | Kawasaki     | 16   | +0:13.383 | 7º      | 10    |
| 7º   | 41  | Noriyuki Haga        | Yamaha WSBK          | Yamaha       | 16   | +0:28.491 | 12º     | 9     |
| 8º   | 16  | Andreas Meklau       | Ducati Deut. Remus   | Ducati       | 16   | +0:28.801 | 9º      | 8     |
| 9º   | 6   | Gregorio Lavilla     | Kawasaki Racing      | Kawasaki     | 16   | +0:29.084 | 8º      | 7     |
| 10º  | 43  | Chris Walker         | Kawasaki             | Kawasaki     | 16   | +0:29.418 | 6º      | 6     |
| 11º  | 15  | Igor Jerman          | Kawasaki Bertocchi   | Kawasaki     | 16   | +0:51.656 | 10º     | 5     |
| 12º  | 21  | Katsuaki Fujiwara    | Suzuki Alstare F.S.  | Suzuki       | 16   | +1:03.766 | 14º     | 4     |
| 13º  | 22  | Vittoriano Guareschi | Yamaha WSBK          | Yamaha       | 16   | +1:05.251 | 13º     | 3     |
| 14º  | 33  | Robert Ulm           | Kawa Bertocchi Gerin | Kawasaki     | 16   | +1:05.729 | 19º     | 2     |
| 15º  | 39  | Alessandro Gramigni  | Valli Moto           | Yamaha       | 16   | +1:08.032 | 21º     | 1     |
| 16º  | 31  | Michele Malatesta    | R & D Racing         | Ducati       | 16   | +1:13.315 | 17º     |       |
| 17º  | 9   | Peter Goddard        | Aprilia Rac.De Cecco | Aprilia      | 16   | +1:14.905 | 11º     |       |
| 18º  | 19  | Lucio Pedercini      | Pedercini            | Ducati       | 16   | +1:24.919 | 18º     |       |
| 19º  | 63  | Jochen Schmid        | Green Kawasaki D.    | Kawasaki     | 16   | +1:26.505 | 20º     |       |
| 20º  | 52  | Michael Schulten     | Yacco Schafer Motors | Suzuki       | 16   | +1:27.221 | 23º     |       |
| 21º  | 29  | Roger Kellenberger   | White Endurance      | Honda        | 16   | +2:08.155 | 24º     |       |
| 22º  | 61  | Wolfgang Bax         | First-Attack Racing  | Ducati       | 15   | +1 giro   | 29º     |       |
| 23º  | 56  | Jan Greven           | Greven's MCD         | Kawasaki     | 15   | +1 giro   | 28º     |       |
| 24º  | 24  | Vladimír Karban      | Karban Racing        | Suzuki       | 15   | +1 giro   | 30º     |       |
| 25º  | 18  | Carlos Macias        | Capill France Racing | Ducati       | 15   | +1 giro   | 34º     |       |

#### Ritirati
| Nº | Pilota             | Squadra              | Motocicletta | Giri | Griglia |
| -- | ------------------ | -------------------- | ------------ | ---- | ------- |
| 49 | Hans-Jürgen Brikey | Kawasaki Hollenstedt | Kawasaki     | 15   | 26º     |
| 38 | Lance Isaacs       | Ducati NCR           | Ducati       | 14   | 27º     |
| 27 | Frédéric Protat    | Ducati France FP R.  | Ducati       | 11   | 15º     |
| 58 | Heinz Platacis     | BFT Bike Shop        | Kawasaki     | 10   | 31º     |
| 55 | Mauro Lucchiari    | Gattolone Racing     | Yamaha       | 9    | 16º     |
| 23 | Jiří Mrkývka       | JM SBK               | Ducati       | 8    | 32º     |
| 66 | Jonnie Ekerold     | Green Kawasaki D.    | Kawasaki     | 6    | 22º     |
| 71 | Thierry Mulot      | Ducati France FP R.  | Ducati       | 4    | 25º     |
| 40 | Giuliano Sartoni   | Ducati NCR           | Ducati       | 1    | 33º     |
| 57 | Ruud Van Stralen   | Bulbfust Bleeker R.  | Yamaha       | 0    | 35º     |

### Gara 2

#### Arrivati al traguardo[5]
| Pos. | Nº  | Pilota              | Squadra              | Motocicletta | Giri | Tempo     | Griglia | Punti |
| ---- | --- | ------------------- | -------------------- | ------------ | ---- | --------- | ------- | ----- |
| 1º   | 1   | Carl Fogarty        | Ducati Performance   | Ducati       | 16   | 33:22.315 | 2º      | 25    |
| 2º   | 11  | Troy Corser         | Ducati Performance   | Ducati       | 16   | +0:06.319 | 1º      | 20    |
| 3º   | 111 | Aaron Slight        | Castrol Honda        | Honda        | 16   | +0:14.592 | 4º      | 16    |
| 4º   | 4   | Akira Yanagawa      | Kawasaki Racing      | Kawasaki     | 16   | +0:14.645 | 7º      | 13    |
| 5º   | 5   | Colin Edwards       | Castrol Honda        | Honda        | 16   | +0:14.771 | 3º      | 11    |
| 6º   | 7   | Pierfrancesco Chili | Suzuki Alstare F.S.  | Suzuki       | 16   | +0:15.359 | 5º      | 10    |
| 7º   | 6   | Gregorio Lavilla    | Kawasaki Racing      | Kawasaki     | 16   | +0:18.858 | 8º      | 9     |
| 8º   | 41  | Noriyuki Haga       | Yamaha WSBK          | Yamaha       | 16   | +0:25.253 | 12º     | 8     |
| 9º   | 16  | Andreas Meklau      | Ducati Deut. Remus   | Ducati       | 16   | +0:31.799 | 9º      | 7     |
| 10º  | 43  | Chris Walker        | Kawasaki             | Kawasaki     | 16   | +0:34.593 | 6º      | 6     |
| 11º  | 15  | Igor Jerman         | Kawasaki Bertocchi   | Kawasaki     | 16   | +0:38.235 | 10º     | 5     |
| 12º  | 21  | Katsuaki Fujiwara   | Suzuki Alstare F.S.  | Suzuki       | 16   | +0:55.922 | 14º     | 4     |
| 13º  | 31  | Michele Malatesta   | R & D Racing         | Ducati       | 16   | +1:02.900 | 17º     | 3     |
| 14º  | 39  | Alessandro Gramigni | Valli Moto           | Yamaha       | 16   | +1:08.543 | 21º     | 2     |
| 15º  | 19  | Lucio Pedercini     | Pedercini            | Ducati       | 16   | +1:08.727 | 18º     | 1     |
| 16º  | 63  | Jochen Schmid       | Green Kawasaki D.    | Kawasaki     | 16   | +1:23.698 | 20º     |       |
| 17º  | 52  | Michael Schulten    | Yacco Schafer Motors | Suzuki       | 16   | +1:33.232 | 23º     |       |
| 18º  | 38  | Lance Isaacs        | Ducati NCR           | Ducati       | 16   | +1:46.870 | 27º     |       |
| 19º  | 49  | Hans-Jürgen Brikey  | Kawasaki Hollenstedt | Kawasaki     | 15   | +1 giro   | 26º     |       |
| 20º  | 71  | Thierry Mulot       | Ducati France FP R.  | Ducati       | 15   | +1 giro   | 25º     |       |
| 21º  | 56  | Jan Greven          | Greven's MCD         | Kawasaki     | 15   | +1 giro   | 28º     |       |
| 22º  | 24  | Vladimír Karban     | Karban Racing        | Suzuki       | 15   | +1 giro   | 30º     |       |
| 23º  | 58  | Heinz Platacis      | BFT Bike Shop        | Kawasaki     | 15   | +1 giro   | 31º     |       |

#### Ritirati
| Nº | Pilota               | Squadra              | Motocicletta | Giri | Griglia |
| -- | -------------------- | -------------------- | ------------ | ---- | ------- |
| 33 | Robert Ulm           | Kawa Bertocchi Gerin | Kawasaki     | 14   | 19º     |
| 55 | Mauro Lucchiari      | Gattolone Racing     | Yamaha       | 9    | 16º     |
| 57 | Ruud Van Stralen     | Bulbfust Bleeker R.  | Yamaha       | 9    | 35º     |
| 22 | Vittoriano Guareschi | Yamaha WSBK          | Yamaha       | 8    | 13º     |
| 23 | Jiří Mrkývka         | JM SBK               | Ducati       | 6    | 32º     |
| 9  | Peter Goddard        | Aprilia Rac.De Cecco | Aprilia      | 5    | 11º     |
| 40 | Giuliano Sartoni     | Ducati NCR           | Ducati       | 4    | 33º     |
| 29 | Roger Kellenberger   | White Endurance      | Honda        | 4    | 24º     |
| 61 | Wolfgang Bax         | First-Attack Racing  | Ducati       | 3    | 29º     |
| 18 | Carlos Macias        | Capill France Racing | Ducati       | 2    | 34º     |

### Supersport

#### Arrivati al traguardo
| Pos. | Nº | Pilota                | Squadra              | Motocicletta | Giri | Tempo     | Punti |
| ---- | -- | --------------------- | -------------------- | ------------ | ---- | --------- | ----- |
| 1º   | 12 | Iain MacPherson       | Kawasaki Racing      | Kawasaki     | 12   | 26'26.707 | 25    |
| 2º   | 6  | Cristiano Migliorati  | Endoug Metalsistem   | Suzuki       | 12   | +3.032    | 20    |
| 3º   | 23 | Rubén Xaus            | Dee Cee Jeans Yamaha | Yamaha       | 12   | +3.310    | 16    |
| 4º   | 76 | Karl Muggeridge       | Ten Kate             | Honda        | 12   | +3.587    | 13    |
| 5º   | 3  | Stéphane Chambon      | Suzuki Alstare F.S.  | Suzuki       | 12   | +5.542    | 11    |
| 6º   | 17 | Pere Riba             | Castrol Honda        | Honda        | 12   | +6.416    | 10    |
| 7º   | 52 | James Toseland        | Castrol Honda        | Honda        | 12   | +6.813    | 9     |
| 8º   | 21 | Jörg Teuchert         | Yamaha Deutschland   | Yamaha       | 12   | +7.182    | 8     |
| 9º   | 25 | William Costes        | Elf Honda France     | Honda        | 12   | +7.377    | 7     |
| 10º  | 8  | Wilco Zeelenberg      | Dee Cee Jeans Yamaha | Yamaha       | 12   | +7.571    | 6     |
| 11º  | 74 | Karl Harris           | Endoug Metalsistem   | Suzuki       | 12   | +8.936    | 5     |
| 12º  | 91 | Larry Pegram          | Ducati Performance   | Ducati       | 12   | +16.782   | 4     |
| 13º  | 35 | Christophe Cogan      | BKM Racing           | Yamaha       | 12   | +17.095   | 3     |
| 14º  | 16 | Sébastien Charpentier | Elf Honda France     | Honda        | 12   | +17.420   | 2     |
| 15º  | 42 | David Checa           | Yes Ducati NCR       | Ducati       | 12   | +25.798   | 1     |
| 16º  | 19 | Walter Tortoroglio    | Gi Motor Sport       | Suzuki       | 12   | +26.193   |       |
| 17º  | 15 | Marco Risitano        | Kawasaki Italia SS   | Kawasaki     | 12   | +26.838   |       |
| 18º  | 56 | Fabien Foret          | BKM Racing           | Yamaha       | 12   | +28.280   |       |
| 19º  | 31 | Vittorio Iannuzzo     | Lorenzini by Leoni   | Yamaha       | 12   | +28.604   |       |
| 20º  | 59 | Mile Pajic            | MotoPort Druten      | Kawasaki     | 12   | +28.874   |       |
| 21º  | 64 | Thomas Hartelman      | Hartelman Motoren    | Honda        | 12   | +29.507   |       |
| 22º  | 62 | Harry Van Beek        | Saveko Racing        | Yamaha       | 12   | +36.045   |       |
| 23º  | 24 | Francesco Monaco      | X Racing             | Ducati       | 12   | +44.455   |       |
| 24º  | 46 | Mauro Sanchini        | Sacchi Corse         | Suzuki       | 12   | +51.301   |       |
| 25º  | 94 | Jarno Boesveld        | MotoPort Druten      | Kawasaki     | 12   | +51.703   |       |

#### Ritirati
| Nº | Pilota               | Squadra             | Motocicletta | Giri |
| -- | -------------------- | ------------------- | ------------ | ---- |
| 69 | Serafino Foti        | Ghelfi              | Ducati       | 7    |
| 5  | Massimo Meregalli    | Yamaha Belgarda     | Yamaha       | 5    |
| 22 | Christian Kellner    | Yamaha Deutschland  | Yamaha       | 5    |
| 75 | Wim Theunissen       | Lozano Rac. Kobutex | Yamaha       | 5    |
| 26 | Roberto Teneggi      | DF Racing Carli D.  | Ducati       | 4    |
| 27 | Roberto Panichi      | Bimota Exp. D.N.R.  | Bimota       | 3    |
| 18 | Camillo Mariottini   | Desenzano Corse     | Ducati       | 2    |
| 7  | Piergiorgio Bontempi | Yamaha Belgarda     | Yamaha       | 0    |
| 20 | Werner Daemen        | Yamaha Belgium      | Yamaha       | 0    |
| 37 | Marco Borciani       | Rumi                | Honda        | 0    |
| 43 | Norino Brignola      | Bimota Exp. D.N.R.  | Bimota       | 0    |

### Superstock
Fonte:  ASSEN - September 3-4-5, 1999, SUPERSTOCK EUROPEAN CHAMPIONSHIP 1999, su sbk.perugiatiming.com (archiviato dall'url originale il 10 aprile 2014).
Vista la presenza di piloti di età superiore ai 24 anni (a cui per regolamento non venivano assegnati punti), l'assegnazione dei punti risulta sfalsata rispetto alle posizioni ottenute in gara. Inoltre Karl Harris, Daniel Oliver Bultó e Marc Fissette ottennero rispettivamente 5, 3 e 1 punti suppletivi, in quanto primo, secondo e terzo nelle prove di qualificazione, escludendo sempre i piloti di età superiore i 24 anni (che non erano eleggibili per i punti neanche per le qualifiche).

#### Arrivati al traguardo
| Pos. | Nº | Pilota               | Squadra              | Motocicletta     | Giri | Tempo     | Punti gara | Punti qualifica |
| ---- | -- | -------------------- | -------------------- | ---------------- | ---- | --------- | ---------- | --------------- |
| 1º   | 16 | Karl Harris          | GR Motosport         | Suzuki GSX 750 R | 9    | 20'10.522 | 25         | 5               |
| 2º   | 30 | David Jefferies      | Swift Akito          | Yamaha YZF R1    | 9    | +3.576    |            |                 |
| 3º   | 25 | Daniel Oliver Bultó  | Aprilia Desmo Racing | Aprilia RSV 1000 | 9    | +11.586   | 20         | 3               |
| 4º   | 46 | Steve Brogan         | PR Tyres Racing      | Honda CBR 900 RR | 9    | +24.052   | 16         |                 |
| 5º   | 23 | Roki Read            | Read Racing          | Yamaha YZF R1    | 9    | +27.154   |            |                 |
| 6º   | 11 | Dario Tosolini       | Ettore Tosolini      | Yamaha YZF R1    | 9    | +27.261   | 13         |                 |
| 7º   | 10 | Kris Jennes          | Motoline             | Yamaha YZF R1    | 9    | +27.351   |            |                 |
| 8º   | 80 | David Johnson        | Castrol Honda        | Honda CBR 900 RR | 9    | +31.204   | 11         |                 |
| 9º   | 41 | Björn Steinmetz      | Stelter Yamaha       | Yamaha YZF R6    | 9    | +31.261   | 10         |                 |
| 10º  | 6  | Stéphane Jond        | Fratelli             | Suzuki GSX 750 R | 9    | +31.502   | 9          |                 |
| 11º  | 72 | Steven Casaer        | Yamaha Belgium       | Yamaha YZF R1    | 9    | +33.927   | 8          |                 |
| 12º  | 5  | Frédéric Jond        | Fratelli             | Suzuki GSX 750 R | 9    | +34.111   | 7          |                 |
| 13º  | 21 | Katja Poensgen       | S.Schmidt Motosport  | Suzuki GSX 750 R | 9    | +47.880   | 6          |                 |
| 14º  | 18 | Kelvin Reilly        | Yamaha BT Phonecards | Yamaha YZF R1    | 9    | +48.458   | 5          |                 |
| 15º  | 40 | Tom van Wezemael     | Kawasaki Belgium     | Kawasaki ZX 9R   | 9    | +48.632   |            |                 |
| 16º  | 45 | Rickard Osterberg    | MR Racing            | Suzuki GSX 750 R | 9    | +49.131   |            |                 |
| 17º  | 22 | Jean Paul Heindijk   | CRT                  | Yamaha YZF R1    | 9    | +53.166   |            |                 |
| 18º  | 53 | Koen Vleugels        | Dirk Van Mol Racing  | Suzuki GSX 750 R | 9    | +55.481   | 4          |                 |
| 19º  | 44 | José María Bordoy    | Lozano Racing        | Yamaha YZF R6    | 9    | +1'05.594 | 3          |                 |
| 20º  | 60 | Robert van der Molen | Image Trading Shing. | Suzuki GSX 600 R | 9    | +1'12.263 |            |                 |
| 21º  | 28 | Maarten Duijzers     | Maarten Duijzers     | Suzuki GSX 600 R | 9    | +1'22.248 |            |                 |
| 22º  | 33 | Michel van Kleef     | Michel van Kleef     | Suzuki GSX 600 R | 9    | +1'26.580 | 2          |                 |
| 23º  | 4  | Niklas Carlberg      | Lap Power Racing     | Suzuki GSX 750 R | 9    | +1'27.435 | 1          |                 |
| 24º  | 54 | Alwin Hes            | Edwin Ott Motoren    | Suzuki GSX 600 R | 9    | +1'28.992 |            |                 |
| 25º  | 32 | Arno Slabbekoorn     | Van Sommerem Motoren | Suzuki GSX 600 R | 9    | +1'29.161 |            |                 |
| 26º  | 31 | Bertus Folkertsma    | Motosport Frank J.   | Suzuki GSX 600 R | 9    | +1'54.138 |            |                 |

#### Ritirati
| Nº | Pilota             | Squadra             | Motocicletta     | Giri | Punti qualifica |
| -- | ------------------ | ------------------- | ---------------- | ---- | --------------- |
| 34 | Marc Wilson        | Vacuvin M&M Autosp. | Suzuki GSX 600 R | 7    |                 |
| 13 | Marc Wauters       | Kawasaki Belgium    | Kawasaki ZX 9R   | 4    |                 |
| 38 | Andy Notman        | Jack Lilley Racing  | Aprilia RSV 1000 | 3    |                 |
| 71 | Marc Fissette      | ATPI Corse          | Suzuki GSX 750 R | 2    | 1               |
| 24 | Luigi Aljinovic    | GI Motorsport       | Suzuki GSX 750 R | 1    |                 |
| 7  | Raffaello Fabbroni | Rumi                | Honda CBR 900 RR | 0    |                 |
| 3  | Paul Notman        | Speedline Nrg       | Yamaha YZF R1    | 0    |                 |